# Regiunea Ziguinchor
Regiunea Ziguinchor  este o unitate administrativă de gradul I a Senegalului. Reședința sa este orașul Ziguinchor.